# جون ويليامسون (ملحن)
جون ويليامسون (بالإنجليزية: John Williamson)‏ هو ملحن ومغني وكاتب أغاني أسترالي، ولد في 1 نوفمبر 1945 في Kerang ‏ في أستراليا.

## وصلات خارجية
- الموقع الرسمي
- جون ويليامسون على موقع IMDb (الإنجليزية)
- جون ويليامسون على موقع ميوزك برينز (الإنجليزية)
- جون ويليامسون على موقع أول ميوزيك (الإنجليزية)
- جون ويليامسون على موقع ديسكوغز (الإنجليزية)